# Homița, Iași
Homița este un sat în comuna Cristești din județul Iași, Moldova, România.